# Ulica Szczęśliwa we Wrocławiu
Ulica Szczęśliwa we Wrocławiu ciągnie się od ulicy Pereca do ul. Powstańców Śląskich. Powstała w czasie budowy Przedmieścia Południowego w połowie XIX w., i była jedną z dłuższych ulic Wrocławia, ponieważ ciągnęła się aż do dzisiejszej ul. Glinianej (ulicy Gajowej) na Hubach (miała 2,5 km długości). Dziś Szczęśliwa nie jest tak wielką ulicą i jej znaczenie spadło. Teraz na dawnym odcinku Szczęśliwej są ulice: Radosna, Pabianicka, Marka Petrusewicza oraz Wesoła. Przy ulicy znajduje się wieżowiec Sky Tower wraz z galerią handlową, szkoła podstawowa nr 68 im. II Tysiąclecia Wrocławia (ul. Szczęśliwa 28) oraz Przedszkole nr 88 (ul. Szczęśliwa 9/11). Ulica ma dobre połączenie komunikacyjne z resztą miasta. Z pobliskiego przystanku tramwajowego na Powstańców Śląskich jeżdżą tramwaje m.in. 2, 14, 11, 10 (gdyż zjeżdżają tu do zajezdni), autobusy 144, 127, 247, 257 oraz tramwaje z przystanku Pereca 4, 11, 24, 14, 5.